# Pёtr Ivanovič Čardynin
Pёtr Ivanovič Čardynin (Simbirsk, 8 febbraio 1873 – Odessa, 14 agosto 1934) è stato un regista cinematografico russo.

## Filmografia parziale

### Regista
- Il nobile Orša (1909)
- Le anime morte (1909)[1]
- La potenza delle tenebre (1909)
- Vadim (1910)
- L'idiota (1910)
- La dama di picche (1910)[2]
- Na bojkom meste (1910)
- Domik v Kolomne (1913)
- Djadjuškina kvartira (1913)[3]
- Mazeppa (1914)
- Ruslan i Ljudmila (1914)
- Chrizantemy (1914)
- Cyganskie romansy (1914)
- Miraži (1915)
- Potop (1915)
- Probuždenie (1915)
- Radi sčast'ja (1916)
- Stoličnyj jad (1916)
- Bluždajuščie ogni (1917)
- Na altar' krasoty (1917)
- Pozabud' pro kamni - v njom pogasli ogni (1917)
- U kamina (1917)
- Molchi, grust... molchi (1917)
- Rasskaz o semi povešennych (1924)